# Voskeparbergen
Voskeparbergen (armeniska: Ոսկեպարի լեռներ: Voskepari lerner) är en bergskedja i Armenien. Den ligger i den norra delen av landet, 100 kilometer norr om huvudstaden Jerevan.
I omgivningarna runt Voskeparbergen växer i huvudsak lövfällande lövskog. Runt Voskeparbergen är det ganska tätbefolkat, med 62 invånare per kvadratkilometer.